# HMS Rodney (29)
HMS Rodney (số hiệu: 29) là một trong hai thiết giáp hạm lớp Nelson được Hải quân Hoàng gia Anh chế tạo vào giữa những năm 1920. Tên của nó được đặt nhằm tôn vinh Đô đốc Sir George Brydges Rodney, người đã chỉ huy Hải quân Anh giành chiến thắng trước Hải quân Tây Ban Nha trong Trận chiến mũi St. Vincent vào năm 1780. Con tàu đi vào hoạt động vào năm 1928 và trải qua thời bình của mình với Hạm đội Đại Tây Dương và Hạm đội Nhà. Trong giai đoạn đầu của Chiến tranh thế giới thứ hai, nó tiến hành tìm kiếm và tiêu diệt những tàu thương mại của Đức đi lại trên Đại Tây Dương. Sau đó, nó tham gia Chiến dịch Na Uy và hộ tống các đoàn tàu vận tải trên Đại Tây Dương. Rodney đã đóng vai trò chính trong việc đánh chìm thiết giáp hạm  Đức Bismarck vào sáng ngày 27 tháng 5 năm 1941.
Sau một thời gian ngắn được tái trang bị tại Xưởng hải quân Boston của Hoa Kỳ, Rodney được gửi đến cho Lực lượng H với nhiệm vụ hộ tống các đoàn tàu vận tải đi từ Anh đến Malta và hỗ trợ lính của quân Đồng minh đổ bộ lên Algeria (thuộc Pháp tự do) trong Chiến dịch Torch (diễn ra vào cuối năm 1942). Sau đó, Rodney cũng nhận nhiệm vụ yểm trợ liên quân Mỹ-Anh đổ bộ lên Sicilia (Chiến dịch Husky) và Italia (Chiến dịch Baytown) vào giữa năm 1943. Trong Trận Normandie diễn ra vào ngày 6 tháng 6 năm 1944, Rodney đã yểm trợ cho hoạt động đổ bộ lên bãi biển Gold, và sau đó hộ tống một đoàn tàu vận tải đi qua biển Bắc đến Murmansk, Liên Xô vào cuối năm 1944. Việc phải hoạt động liên tục và không được nâng cấp đã khiến Rodney nhanh chóng xuống cấp và được đưa ra khỏi nhiệm vụ chiến đấu trực tiếp. Sau chiến tranh, nó tiếp tục phục vụ như là tàu huấn luyện dự bị cho đến khi bị tháo dỡ vào ngày 26 tháng 3 năm 1948.

## Ra đời

### Đặt hàng
Hiệp ước Hải quân Washington đã giới hạn việc chế tạo các tàu có vũ trang cỡ lớn là: thiết giáp hạm, tàu chiến-tuần dương và tàu sân bay của các cường quốc thắng trận trong thế chiến 1 là: Anh, Hoa Kỳ, Pháp, Ý và Nhật Bản. Mặc dù vậy, Vương quốc Anh vẫn có đặc quyền là được trang bị thêm tối đa 2 thiết giáp hạm trạng bị pháo chính cỡ nòng 16 inch (406 mm) trên một thân tàu có trọng tải choán nước tiêu chuẩn không được phép vượt quá 35.000 tấn Anh (≈37.000 tấn thường). Việc đặt lườn được gấp rút triển khai ngay sau đó 6 tháng để hải quân Anh có thể theo kịp hỏa lực trang bị của lớp Colorado (của Hải quân Hoa Kỳ) và lớp Nagato (của Hải quân Đế quốc Nhật Bản).
Thiết kế của hai chiếc thiết giáp hạm thuộc lớp Nelson chịu ảnh hưởng lớn từ thiết kế của lớp tàu chiến-tuần dương G3 (G3 Battlecruiser) đã bị Hải quân Anh hủy bỏ do vượt quá các ràng buộc của Hiệp ước Hải quân Washington. Chín khẩu pháo 406 mm của nó đều được bố trí ở phía trước trên 3 tháp pháo 3 nòng. Vỏ giáp chỉ được giới hạn cho những khu vực sống còn và tốc độ tối đa của chúng bị hạn chế (chỉ khoảng 44 km/h). Mặc dù vậy, 2 chiếc thiết giáp hạm lớp Nelson là HMS Nelson và HMS Rodney là 2 trong số những thiết giáp hạm mạnh mẽ nhất ở châu Âu được chế tạo và đưa vào sử dụng.

### Chế tạo
Rodney được đặt lườn vào ngày 28 tháng 12 năm 1922, cùng ngày với con tàu chị em là HMS Nelson. Rodney được đóng bởi Cammell-Laird tại Birkenhead. Nó được hạ thủy vào tháng 12 năm 1925, được đưa ra hoạt động vào tháng 11 năm 1927, trễ hơn 3 tháng so với chiếc Nelson. Chi phí chế tạo của chiếc tàu này là 7,6 triệu bảng Anh (bảng Anh theo thời giá 1926). Thuyền trưởng chỉ huy nó trong năm 1929 là George Campell Ross (sau này là Đô đốc), con trai của Sir Archibald Ross, một nhà tiên phong trong lĩnh vực kỹ sư hàng hải và đóng tàu.
Do hình dáng khá khác thường, HMS Rodney bị Hải quân Hoàng gia đặt cái tên lóng châm biếm Rodnol – những vấn đề trong khi cơ động và kiểu dáng chỉ có một ống khói duy nhất gợi nhớ những chiếc tàu chở dầu, nhất là một loạt các tàu chở dầu hạm đội được chế tạo trong Chiến tranh Thế giới thứ nhất luôn mang những cái tên có chữ cái tận cùng là "ol".

## Hoạt động
Từ khi đưa vào hoạt động cho đến khi Chiến tranh Thế giới thứ hai nổ ra vào tháng 9 năm 1939, Rodney trải qua suốt thời gian phục vụ cùng Hạm đội Đại Tây Dương hoặc Hạm đội Nhà. Năm 1931, thủy thủ trên cả Rodney lẫn Nelson đều đã tham gia cùng thủy thủ trên các tàu chiến khác trong cuộc binh biến Invergordon. Vào cuối tháng 12 năm 1939, nó đã trải qua một đợt tái trang bị và sửa chữa do gặp vấn đề trong hệ thống bánh lái và hệ thống quay tháp pháo của nó.
Trong những ngày tháng đầu tiên của cuộc chiến, Rodney cùng với một số tàu chiến Anh khác nhận nhiệm vụ phong tỏa thương mại với Đức ở khu vực phía Bắc Đại Tây Dương.
Trong Chiến dịch Na Uy, Rodney đã thay Nelson (Nelson lúc này đang trong tình trạng sửa chữa vì bị trúng một quả thủy lôi vào ngày 4 tháng 12 năm 1939, gây ra thiệt hại khá nặng cho con tàu) của nó tham gia nhiệm vụ hỗ trợ cuộc đổ bộ của người Anh lên Na Uy nhằm chặn đứng cuộc tấn công của phát xít Đức. Vào ngày 9 tháng 4 năm 1940, Rodney đã bị máy bay ném bom của Đức tấn công và bị trúng một quả bom 500 kg (1.102 lbs). Quả bom rơi xuyên qua phần boong bọc thép phía sau ống khói của con tàu, gây ra một đám cháy ở khu vực phòng bếp của con tàu. Ba thủy thủ Anh bị thương do bom, 15 thủy thủ khác thì bị bỏng điện vì họ dùng nước thay cho khí CO2 để dập tắt đám cháy ở khu vực hộp đấu nối điện (junction box) của con tàu. Thủy thủ đoàn đã tiến hành sửa chữa tạm thời con tàu và nó vẫn ở trên biển cho đến khi thả neo tại Scapa Flow vào ngày 17 tháng 4. Đến ngày 13 tháng 9 năm 1940, nó được lệnh chuyển từ Scapa Flow đến Rosyth để có thể hoạt động tại eo biển Anh Quốc trong trường hợp Đức tấn công Anh xảy ra. Trong tháng 11 và tháng 12, nó thực hiện nhiệm vụ hộ tống các đoàn tàu vận tải giữa Anh và Halifax, Nova Scotia. Trong tháng 1 năm 1941, Rodney tham gia truy đuổi không thành công các tàu chiến-tuần dương Đức là Scharnhorst và Gneisenau. Một lần nữa, vào ngày 16 tháng 3, trong khi đang hộ tống một đoàn tàu vận tải trong khu vực Bắc Đại Tây Dương, nó bắt gặp các tàu chiến-tuần dương Đức mai phục đội tàu nhưng trận chiến đã không xảy ra vì các tàu chiến Đức đã sớm bỏ chạy sau khi chúng nhận ra rằng mình không phải là đối thủ của chiếc tàu chiến Anh.

### Truy đuổiBismarck
Vào tháng 5 năm 1941, dưới quyền chỉ huy của Đô đốc Frederick Dalrymple-Hamilton, Rodney cùng hai tàu khu trục tiến hành hộ tống con tàu chở binh lính RMS Britannic đi đến Canada, chiếc Britannic đang đưa những thường dân sang Canada và sẽ chuyển các đơn vị quân đội Canada sang Anh Quốc. Đang khi trên đường đi vào ngày 24 tháng 5, Bộ Hải quân Anh chỉ thị cho nó tách ra để tham gia truy lùng thiết giáp hạm Đức Bismarck. Ngày 26 tháng 5, nó gặp gỡ thiết giáp hạm HMS King George V. Vị chỉ huy của lực lượng, Đô đốc Sir John Tovey, phải gửi các tàu khu trục quay trở về nhà do hết nhiên liệu; và Rodney đã bị tụt lại phía sau King George V do thua kém về mặt tốc độ. Sáng sớm ngày 27 tháng 5 năm 1941, Rodney, King George V cùng hai tàu tuần dương HMS Norfolk và HMS Dorsetshire tiến hành một trong những trận hải chiến "để đời" của Hải quân Hoàng gia Anh trong Thế chiến 2, khi đánh chìm thiết giáp hạm Bismarck. Chiếc Bismarck vốn đã bị hư hại hệ thống dẫn động bánh lái khá nghiêm trọng do bị trúng ngư lôi từ máy bay Fairey Swordfish xuất phát từ tàu sân bay HMS Ark Royal tấn công vào lúc 21 giờ tối hôm trước. Lúc 09 giờ 02 phút, một loạt đạn pháo 16 inch (406 mm) của Rodney đã bắn trúng tháp chỉ huy của Bismarck, có thể đã giết chết cả Chuẩn đô đốc Gunther Lutjen chỉ huy hải đội lẫn Đại tá Hải quân Ernst Lindemann, hạm trưởng Bismarck, cùng hàng trăm sĩ quan và thủy thủ Đức có mặt ở đó. Một quả đạn pháo 16 inch thứ hai trong loạt đạn này cũng bắn trúng tháp pháo chính số 1 (Anton), loại nó khỏi vòng chiến. Một quả đạn pháo 381 mm (15 inch) của Bismarck đã rơi cách mũi tàu Rodney chưa đầy 20 ft (khoảng 6,1 mét), gây kẹt ống phóng ngư lôi bên mạn phải. Sau đó, nó được lệnh rút khỏi vòng chiến và quay trở về căn cứ do đã cạn nhiên liệu và đạn pháo. Chỉ riêng trong trận đánh này, Rodney đã bắn tới 378 quả đạn 16 inch và 706 quả đạn 6 in (150 mm). Bản thân Rodney cũng chịu thiệt hại nhẹ khi nó bị hỏng vĩnh viễn khẩu pháo số 3 trên tháp pháo A và 2 khẩu pháo số 1 và 3 trên tháp pháo B bị trục trặc.

### Lực lượng H

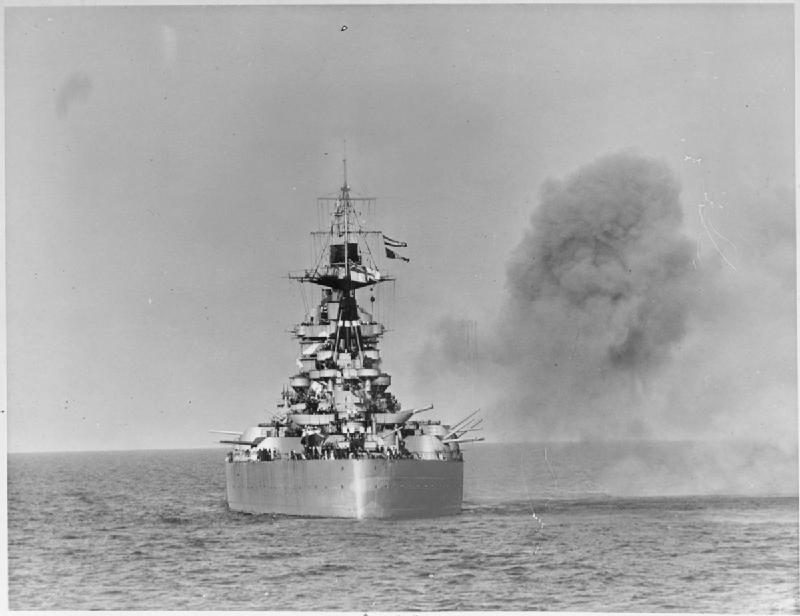
HMS Rodney đang nã pháo hạng nặng xuống vị trí đối phương dọc bờ biển Caen trong cuộc đổ bộ Normandy.

Sau sự kiện này, Rodney được gửi đến Xưởng hải quân Boston tại Massachusetts thuộc Hoa Kỳ để sửa chữa động cơ và vũ khí. Đây là một sự kiện đáng chú ý vì Hoa Kỳ chỉ chính thức tham gia chiến tranh sau nhiều tháng nữa, và vị trí ụ tàu mà Rodney được sửa chữa minh họa thái độ đồng tình với Anh quốc của Chính phủ Mỹ trong bối cảnh xung đột toàn cầu đang gia tăng. Vì công việc sửa chữa kéo dài nhiều tuần để hoàn tất, thủy thủ đoàn của Rodney được cho nghỉ phép đến các Đoàn Bảo trì Dân sự địa phương. Trong thời gian này, một số thành viên thủy thủ đoàn đã tạo được mối quan hệ lâu dài với dân thường Hoa Kỳ.
Vào tháng 9 năm 1941, Rodney được bố trí cùng Lực lượng H đặt căn cứ tại Gibraltar, và tham gia hộ tống các đoàn tàu vận tải đến Malta. Sang tháng 11, nó quay trở về nhà, và đã được bố trí tại Iceland trong một tháng. Sau đó nó được tái trang bị và sửa chữa cho đến tháng 5 năm 1942. Quay trở lại Lực lượng H sau đợt tái trang bị, một lần nữa Rodney lại hộ tống các đoàn tàu vận tải đi đến Malta, rồi tham gia Chiến dịch Torch, cuộc đổ bộ lực lượng Đồng Minh lên Bắc Phi. Sau đó nó còn tham gia hỗ trợ cho các cuộc đổ bộ lên Sicilia và Salerno. Từ tháng 10 năm 1943, nó quay trở lại Hạm đội Nhà, và tham gia cuộc đổ bộ Normandy vào tháng 6 năm 1944, bắn pháo tiêu diệt các mục tiêu đối phương tại Caen và Alderney. Trong tháng 9 năm 1944, nó đảm nhận vai trò hộ tống đoàn tàu vận tải JW-60 đi đến Murmansk. Con tàu bị loại biên sau khi Thế chiến 2 kết thúc được vài tháng.